# Dolmen du Peyre-Dusets
Der Dolmen du Peyre-Dusets (auch Pierre d’Uzès, Peyre Dusets oder Pouey d’Used genannt) liegt in Loubajac nordwestlich des Dorfes Poueyferré nördlich von Lourdes, im Département Hautes-Pyrénées in Frankreich. Dolmen ist in Frankreich der Oberbegriff für neolithische Megalithanlagen aller Art (siehe: Französische Nomenklatur).
Der Dolmen, der in der Form an ein irisches Portal Tomb erinnert, liegt direkt neben dem Wanderweg „Le chemin Henri IV“ und verfügt über eine etwa 2,0 × 1,0 Meter große Kammer, die durch den auf zwei Tragsteinen schräg aufliegenden ovalen Deckstein, von etwa 2,5 × 1,6 m, nur halbwegs bedeckt wird. Ein dritter Stein liegt seitlich unter dem Deckstein am Boden. Es gibt Reste eines Hügels auf der Rückseite des Dolmens und im Westen. 
In der Nähe liegt der Dolmen von Pouey-Mayou.